# Epistemic community
Epistemic community (deutsch etwa: „Wissensgemeinschaft“) ist ein sozialwissenschaftliches Konzept, welches politische Steuerung durch Autorität von Expertengruppen zu erklären versucht.
Ontologisch gesehen handelt es sich bei epistemic communities um Expertennetzwerke, die in ihren jeweiligen Wissensbereichen Autorität ausüben und darüber Einfluss auf politische Entscheidungen nehmen. Das Konzept wurde vor allem von dem amerikanischen Politikwissenschaftler Peter Haas populär gemacht, der damit Kooperation zwischen Staaten im internationalen System zu erklären sucht.

## Begriffsgeschichte
Eingeführt wurde der Begriff 1968 von dem Soziologen Burkart Holzner. Holzner untersuchte die Wahrnehmung bzw. Konstruktion von Realität und bezeichnete als epistemic community im Wesentlichen eine Gruppe von Individuen, die ähnliche Wahrnehmungen von Realität besitzen, also eine bestimmte Form von Wissen miteinander teilen. Zusammen mit John Marx präzisierte Holzner den Begriff später als „knowledge-oriented work communities in which cultural standards and social arrangements interpenetrate around a primary commitment to epistemic criteria in knowledge production and application“ Holzner und Marx beziehen sich hier vor allem auf Wissenschaftler, die der gemeinsame Glaube an die wissenschaftliche Methode als Zugang zur Wahrheit zu einer epistemic community macht. Wissen ist – da sozial konstruiert – kontextabhängig. Die epistemic community ist eine soziale Gruppe, die den Wissenskontext definiert und teilt. Dadurch können Mitglieder einer epistemic community das von anderen Mitgliedern der Gruppe produzierte Wissen verstehen und richtig einordnen. Im Extremfall kann das Wissen einer epistemic community für eine andere Gemeinschaft völlig unverständlich und sinnlos sein. Über die geteilte Wissensbasis entwickelt die Gruppe ein Selbstverständnis und eine Einordnung in die Umgebung. Dieses Verständnis, also epistemic community als wissenschaftliche Gemeinschaft, ist bis in die 90er Jahre vorherrschend gewesen.
Mit seinem 1992 in International Organization erschienenen Ansätzen (grundlegend die Einführung: „Introduction: epistemic communities and international policy coordination“) machte Haas das Konzept der epistemic community auch in der Politikwissenschaft, konkreter für die Internationalen Beziehungen fruchtbar. Haas beschäftigte sich wie viele andere IB-Theoretiker nach dem Ende des Kalten Krieges mit der Erklärung von Kooperation zwischen Staaten. Die vorherrschenden Theorien des Realismus und Neorealismus schienen für die Erklärung unzureichend, da sie von einem anomischen internationalen System, in dem Staaten sich voreinander fürchten und mit der Sicherung ihrer bloßen Existenz beschäftigt sind, ausgehen.
Haas’ epistemic-community-Konzept versucht Kooperation dadurch zu erklären, dass viele Probleme von Experten bearbeitet werden, die auch staatenübergreifend das gleiche Wissen im Sinne des gleichen Glaubens an fundamentale Wahrheiten oder gültige Methoden teilen. Die zugrundeliegende Annahme ist, dass Regierungen versuchen, Unsicherheit zu reduzieren und Wissen im Sinne von interpretierten Informationen zu erlangen. Dabei geht es um das Verständnis sozialer oder physischer Prozesse, so dass Entscheider die Folgen ihrer Handlungen kalkulieren können. Insbesondere ist unter dieser Form von Wissen nicht zu verstehen, dass Experten die Intentionen anderer Akteure (Staaten, Regierungen) „erraten“ oder schätzen und auch „Rohdaten“ im Sinne von isolierten Informationen (z. B. wie groß ist die Nuklearkapazität eines bestimmten Staates?) sind keine für die Entscheider relevanten Informationen. Haas betont die Bearbeitung und Sinngebung durch den Menschen: „The information is [...] the product of human interpretations of social and physical phenomena.“
Den politischen Akteuren mangelt es dabei aufgrund der Komplexität der Realität an hinreichenden eigenen Fertigkeiten, so dass sie auf die Expertise der epistemic communities angewiesen sind. Dadurch gelangen diese Expertengruppen zu großer faktischer Macht, obwohl es ihnen an formaler Legitimation – beispielsweise durch Wahlen – mangelt. Haas hat diesen Mechanismus anhand der Regulierungen zum Schutz der Ozonschicht aufgezeigt.

## Definition
Die epistemic community nach Haas ist ein Netzwerk von anerkannten Fachleuten in einem bestimmten Gebiet mit Deutungsmacht über politisch relevantes Wissen in diesem Gebiet. (An epistemic community is a network of professionals with recognized expertise and competence in a particular domain and an authoritative claim to policy-relevant knowledge within that domain or issue-area.). Diese Fachleute können grundsätzlich Experten in verschiedenen Disziplinen sein, sind also nicht wie bei Holzner/Marx auf Wissenschaftler beschränkt. Um eine epistemic community zu bilden, müssen diese Experten
1. gemeinsame normative und prinzipielle Überzeugungen (a shared set of normative and principled beliefs, which provide a value-based rationale for the social action of community members)
2. gemeinsame Annahmen über Kausalzusammenhänge (shared causal beliefs, which are derived from their analysis of practices leading or contributing to a central set of problems in their domain and which then serve as the basis for elucidating the multiple linkages between possible policy actions and desired outcomes)
3. gemeinsame Auffassungen von Gültigkeit (shared notions of validity - that is, intersubjective, internally defined criteria for weighing and validating knowledge in the domain of their expertise)
4. und eine gemeinsame Agenda im Sinne eines gemeinsamen Problemverständnisses mit entsprechenden Problemlösungsmethoden (a common policy enterprise - that is, a set of common practices associated with a set of problems to which their professional competence is directed, presumably out of the conviction that human welfare will be enhanced as a consequence)

besitzen.
Analytisch relevant ist die Modellierung der epistemic community als Akteur. Es geht also nicht darum, dass Fachleute als Individuen Regierungen beraten, sondern dass Experten (transnational) mit anderen Experten eine Gruppe bilden, die als eigenständiger Akteur agiert. Am Beispiel der Ozonschicht-Problematik erläutert Haas, dass die epistemic community als Expertengruppe sowohl das Problem definiert als auch angemessene Lösungen entwickelt hat. Die Rolle der Regierungen bestand letztlich nur darin, diese policies in internationales Recht umzuformen.